# Тенерифе
Тенери́фе (исп. Tenerife) — самый крупный остров в составе архипелага Канарских островов в Атлантическом океане. С относительно небольшой площадью в 2034,38 км² и населением в 906 800 человек, что составляет 43 % численности населения всего архипелага, он является самым населённым в Испании. Он занимает центральное положение относительно островов архипелага и вместе с тремя соседними островами Пальма, Гомера и Иерро входит в состав провинции Санта-Крус-де-Тенерифе с административным центром в одноимённом городе.

## Топонимика
Существует несколько названий, которые различные народы давали этому острову на протяжении всей истории.
В частности, гуанчи называли его Achinet (Ачинет) или Chenet (Чинет) — в различных литературных источниках встречаются либо тот, либо другой вариант. Древние римляне называли его Nivaria (Нивария), что происходит от латинского слова nix (никс), означавшего «снег», что даёт чёткое указание на заснеженный пик вулкана Тейде. Древнеримский политический деятель и адвокат Плиний Младший (I век) приводит рассказ об экспедиции, которую берберский король Юба II послал на Канарские острова и Мадейру. Среди других диковин экспедиция привезла оттуда огромных собак, которых они называли canaria, за что и сами острова получили название «Канарских» — от латинского слова canis («собака»). С другой стороны, на некоторых картах XIV—XV веков данный остров встречался под названием Isla del Infierno (Исла дель Инферно), буквально переводящееся как «Остров Ада», что, вероятно, также связано с вулканической активностью вулкана Тейде.
Относительно происхождения нынешнего названия острова существует несколько версий. По одной из них, название осталось от испанских завоевателей XV века, которых поражала внешность коренного населения: это были высокие, белокожие, рыжеволосые и голубоглазые люди, племена которых назывались «гуанчи». По другой, название связано с цветом снежной вершины острова, на которую, как на маяк, ориентировались моряки. По третьей, название пошло от имени менсея (короля) народа гуанчи Тинерфе, который долгое время единолично управлял всем островом и при котором остров достиг невиданной ранее мощи и процветания.
Согласно общепринятой версии, современное название острова происходит от двух слов tene («гора») и ife («белый»), которыми остров называли выходцы с острова Ла-Пальма. Впоследствии, после колонизации, испанизация названия привела к объединению этих двух слов и добавлению звука «р», что в итоге дало привычное теперь название «Тенерифе».

## История

### Доколониальный период
Когда острова были заселены людьми, доподлинно не известно. Первое письменное свидетельство встречено у Плиния: люди на острове появились примерно между V веком до н. э. и началом нашей эры — это были гуанчи. Около 2000 лет они были единственными обитателями острова, развиваясь в полной изоляции и пытаясь наилучшим образом адаптироваться к окружающей среде, пока этот процесс не был прерван появлением испанцев в 1496 году. В связи с недостатком сырья, в первую очередь полезных ископаемых, на бытовом уровне гуанчи жили в каменном веке — они занимались скотоводством, примитивным земледелием, собирательством, рыбной ловлей и сбором моллюсков, а также кустарным промыслом. Для гуанчей характерно многобожество с элементами анимизма. На острове до сих пор сохранилось множество идолов, посвящённых этим богам, а на скалах найдены так до сих пор и не расшифрованные разноцветные петроглифы. Общими для аборигенов Канарских островов были вера и поклонение вездесущему существу, которому делались подношения с просьбой о защите и хороших урожаях, а также вера в духов добра и зла. На островах широко практиковалась мумификация. Начало года на всех островах приходилось на июнь, когда собирали урожай и устраивали праздники. Места, предназначенные для судебных разбирательств, устраивались в форме круга и обычно находились на возвышении. Также для племён были характерны танцы и ритуалы, связанные с боями и охотой.
В целом гуанчи отличались высокой социальной организацией. Общество было разделено на страты, принадлежность к которым определялась богатством человека, измерявшимся в количестве голов скота. Страты разделяли население на «дворян» и простой народ, над которыми находился король (исп. Mencey).
Приблизительно за 100 лет до завоевания, на юге жил легендарный король Тинерфе Великий из Адехе, который сумел объединить под своей властью весь остров и при котором Тенерифе достиг своего максимального процветания. После своей смерти король оставил остров в наследство своим сыновьям. Они разделили остров на девять королевств (исп. menceyatos), ставших позднее прообразами нынешних муниципалитетов. Также существовала независимая территория Ахименейато (исп. achimenceyatos) (Пунта-дель-Идальго), управляемая Агуауко (исп. Aguahuco), «бедным дворянином», незаконнорожденным сыном Тинерфе и Зебензуи. Во время завоевания в королевствах правили прямые наследники сыновей Тинерфе, за исключением Бенкомо (исп. Bencomo), у которого было два предшественника — Имобах и Бентенухья. Большинство имён, фигурирующих в истории острова, взяты из книги Румеу де Армаса «Завоевание Тенерифе» семнадцатого века, которая носит ярко выраженный литературный характер. Имена королей и царств имеют некоторую историческую основу, но они являются персонажами.

### Испанская колонизация
В декабре 1493 года испанский конкистадор Алонсо де Луго получил от католических королей подтверждение своего права на завоевание острова Тенерифе (к тому времени большая часть Канарских островов уже была завоёвана). Выступив из Гран-Канарии, в апреле 1494 года завоеватель высадился на побережье современного Санта-Крус-де-Тенерифе вместе с 2000 пехотинцами и 200 всадниками. После постройки небольшой крепости он начал продвигаться вглубь острова.
Среди menceyes, возглавлявших различные королевства на острове, не было единства в отношении к испанскому вторжению. Некоторые из них были за сохранение мира, другие — за начало войны. К первым относились короли Анага, Гуимар, Абона и Адехе, ко вторым — короли Тегесте, Такоронте, Таоро, Икоде и Дауте. Они оказывали упорное сопротивление захватчикам на протяжении двух лет, в течение которых длилось завоевание острова. И хотя в самом начале испанские войска потерпели сокрушительное поражение в первой битве у Асентехо, техническое превосходство конкистадоров давало испанцам значительное преимущество и позволило им нанести аборигенам ряд поражений в битве при Агере, второй битве у Асентехо и в конце концов, к сентябрю 1496 года жители острова вынуждены были прекратить сопротивление.
После завоевания Тенерифе многие местные жители, особенно из числа сторонников войны, были обращены в рабство. А новые болезни, завезённые конкистадорами, в частности, грипп и оспа, к которым у гуанчей не было иммунитета, ещё сильнее их ослабили. Всё это позволило на протяжении следующего века производить массовую колонизацию острова иммигрантами с различных территорий растущей Испанской империи (Португалии, Фландрии, Италии и Германии).
Площадь лесов Тенерифе постепенно сокращалась по мере роста населения острова и занятия земель под сельское хозяйство, которое было необходимо, чтобы прокормить население острова и поставлять продукты питания на экспорт. Первоначально, начиная с 1520-х годов, земли использовались для выращивания сахарного тростника, а в дальнейшем и других культур, таких как виноград и бананы.

### Военная история
С установлением испанского владычества военная история острова не заканчивается. На протяжении колониальных войн XVI—XIX веков остров неоднократно подвергался нападениям не только пиратов, но и армий других держав, в первую очередь Англии. Среди них были такие личности, как адмирал Роберт Блейк, Уолтер Рэли, адмирал Джон Хокинс и капитан Вудс Роджерс. Но особое место среди военных конфликтов занимает нападение английского адмирала Горацио Нельсона в 1797 году .
В ночь на 25 июля англичане начали решающий штурм порта Санта-Крус. Эту атаку Нельсон возглавлял лично, но в самом начале высадки ядро попало в локоть адмирала, в результате чего он лишился руки и был срочно доставлен на корабль. В ходе ожесточённой обороны, организованной начальником гарнизона Антонио Гутьерресом, испанцы отбили атаку англичан, захватив большое количество пленных. Англичане были вынуждены капитулировать на условиях Гутьерреса. Он согласился отпустить пленных обратно на корабли в обмен на обещание Нельсона не атаковать более Канарские острова.

### Эмиграция в Америку
Тенерифе, как и другие Канарские острова, поддерживал тесные отношения со странами Латинской Америки. С самого начала колонизации Нового Света многие экспедиции делали остановки на острове по пути к Америке, во время которых к ним в поисках лучшей доли зачастую присоединялись и местные жители. Наряду с людьми с острова вывозили также отдельные виды растений и животных.
После полутора веков относительного роста населения на рубеже 1670-х годов сложности в торговле вызвали упадок в винодельческом секторе, который был основой благосостояния многих землевладельцев на острове. Наряду с этим примерно в это же время королевство Кастилии осознало необходимость скорейшего заселения пустующих территорий в Южной Америке с целью недопущения их захвата другими державами, как это уже произошло ранее с Ямайкой, колонизированной англичанами, или Французской Гвианой и Эспаньолой, отошедшими к Франции. Всё это вынудило многие семьи эмигрировать на Кубу и в Венесуэлу. Бурный рост сельского хозяйства, особенно какао в Венесуэле и табака на Кубе в конце XVII века и начале XVIII века ещё больше подстегнул отток населения с острова. Особенно силён он был в таких городах как Буэнависта-дель-Норте, Вилафлор и Эль-Саусаль, которые в тот период опустели почти полностью. Самым ярким примером этого переселения является Сан-Карлос-де-Тенерифе (исп. San Carlos de Tenerife) на окраине Санто-Доминго, который был основан в 1684 году в Доминиканской Республике исключительно выходцами с острова Тенерифе. В период с 1720 по 1730 год в общей сложности 176 семей переселились с Канарских островов на Пуэрто-Рико. Из них 26 семей в 1726 году эмигрировали в Америку, где участвовали в основании города Монтевидео. А четыре года спустя в 1730 году другая группа семей основала город Сан-Антонио на юге Техаса. Следующая волна эмиграции пришлась на 1777 и 1783 годы, когда выходцы из порта Санта-Крус-де-Тенерифе были отправлены в Луизиану, где участвовали в освоении Сен-Бернара.
Из-за экономических трудностей, обусловленных нехваткой сырья и удалённостью от Европы, эмиграция в Америку, особенно на Кубу и Венесуэлу, продолжалась также и на протяжении XIX века, вплоть до начала XX века. Однако десятилетия проведения политики по защите экономики Канарских островов, а также расцвет туристической индустрии позволили изменить и переломить ситуацию, и теперь многие из потомков переселенцев, покидавших остров на протяжении последних пяти веков, вновь возвращаются.

### Новая история
C началом XIX века остров по-прежнему оставался важным перевалочным пунктом на пути через Атлантический океан не только для торговых судов и переселенцев, но и для путешественников. Среди таковых были участники первого русского кругосветного плавания (1803—1806), английский натуралист Чарлз Дарвин во время своего кругосветного путешествия (1831 — октябрь 1836 года), а также русский этнограф Николай Николаевич Миклухо-Маклай.
Первым, кто отметил особую красоту острова в своих публикациях, был немецкий натуралист Александр Гумбольдт, который во время своего путешествия в Америку в 1799 году, побывав на острове, совершил восхождение на вулкан Тейде. Туристы начали посещать остров лишь начиная с 1890 года, особенно в городах севернее Пуэрто-де-ла-Крус. 13 октября 1955 года правительство Испании присвоило Пуэрто-де-ла-Крус статус места, представляющего национальный туристический интерес.
С 1833 по 1927 год Санта-Крус-де-Тенерифе был единственной столицей Канарских островов, до тех пор, пока в 1927 году статус столицы не был присвоен ещё одному городу Лас-Пальмас-де-Гран-Канария.
В марте 1936 года на Тенерифе находился будущий испанский диктатор Франсиско Франко, который был отправлен сюда, подальше от центров власти, республиканским правительством, опасавшимся его возрастающего военно-политического влияния. Тем не менее, ему удалось организовать заговор среди военных, что в конечном итоге привело к началу гражданской войны и падению второй республики.
С островом Тенерифе также связана одна из крупнейших авиакатастроф в истории гражданской авиации. 27 марта 1977 года в результате столкновения на ВПП аэропорта Лос-Родеос двух Боингов 747 погибло 583 человека.

### Места археологических раскопок
На острове есть несколько археологических памятников периодов, предшествующих завоеванию. В основном это наскальные рисунки, которые можно встретить в пещерах по всему острову, но особенно их много на южном склоне вулкана Тэйде. Наиболее значимыми являются археологические раскопки в Лос-Камбадосе и Эль-Барранко — местностях, находящихся вблизи города Арона. Также большой интерес для археологов представляет пещера Ахбинико (англ. Cave of Achbinico), которая является первым христианским святилищем на Канарских островах. Святилище было таковым ещё до появления на острове испанцев, когда он был населён лишь аборигенами. Ещё одним местом, представляющим большой археологический интерес, является территория, которую занимало королевство Анага. Вообще эти местности являются одними из самых богатых на археологические находки на всём острове. Здесь было найдено много мумий гуанчей и мумифицированных животных, а также камней с надписями, таких как «камень Анага». На противоположной стороне острова в муниципалитете Эль-Танке был найден другой камень с письменами, получивший название Камень Заната (исп. Piedra Zanata). Надписи на нём датируются V—VII веком и, вероятно, связаны с магическими верованиями гуанчей. Камень был найден в 1992 году рядом с горой Монтанья-де-Лас-Флорес и хранится в Музее природы и человека в городе Санта-Крус-де-Тенерифе.
Главной археологической достопримечательностью для туристов являются пирамиды Гуимар. До нашего времени сохранилось всего шесть ступенчатых пирамид из девяти, существовавших ранее. Они находятся на юго-востоке острова в окрестностях города Гуимар. Все они выложены из обработанных камней вулканического происхождения прямоугольной формы, верхние площадки и каждая ступень выровнены и аккуратно посыпаны гравием. Площадки перед началом строительства каждой пирамиды тщательно разравнивались, а угловые камни пирамид обтачивались. Их происхождение и предназначение до конца не ясно. По одной из версий пирамиды Гуимар обязаны своим появлением крестьянам, которые складывали друг на друга найденные во время работы на полях камни, по другой — они имеют сакральный смысл: все пирамиды имеют астрономическую ориентацию на солнце, а на вершине самой высокой из них в день летнего солнцестояния можно наблюдать двукратный заход солнца. Кроме того, испанские пирамиды очень напоминают по форме сооружения пирамид Перу и Мексики, а также башни Месопотамии.

### Исторические извержения вулканов
На сегодняшний день активность вулканов на Тенерифе сохраняется на довольно низком уровне и не представляет особой опасности для туристов и населения острова. Тем не менее, начиная с момента открытия острова в XV веке, извержения вулканов наблюдались неоднократно. Достоверно известно о пяти вулканических извержениях на острове. Первое из них состоялось в 1492 году, как раз в день открытия острова Христофором Колумбом: «Когда мы проходили около Тенерифе, мы наблюдали извержение вулкана. Дым и пламя, светящаяся лава, гул внутри Земли — все это приводило мою команду в ужас», — так писал Христофор Колумб в своём путевом дневнике. Сегодня считается, что он видел извержение вулкана Монтанья Ревентада, который расположен в 5—6 км к западу от Пико-дель-Тейде. В 1704—1705 годы произошло трещинное извержение сразу нескольких вулканов Фасния, Сьете-Фуэнтес и Лас-Аренас в различных местах острова. Спустя всего два года в 1706 году случилось извержение вулкана Монтанья-Негра в Гарачико, продолжающееся девять дней и нанёсшее значительный ущерб. Лавовый поток полностью разрушил город и порт Гарачико, который был расположен на побережье примерно в 8 километрах к северу от Монтанья Негра. И хотя человеческих жертв удалось избежать, экономические и социальные последствия этого извержения сказываются до сих пор. Оно привело к тому, что некогда крупнейший порт острова превратился в небольшой рыбацкий порт, а все крупные грузоперевозки переместились в город Пуэрто-де-ла-Крус. Последнее извержение XVIII века произошло в 1798 году в Лас-Каньядас на окраине Национального парка Тейде на южной стороне Пико-Вьехо. Оно началось 9 июня 1798 и продолжалось до 8 сентября того же года. Это самое длинное в истории острова извержение. И, наконец, 18 ноября 1909 года в муниципалитете Сантьяго-дель-Тейде взорвался вулкан Чиньеро (исп.), находящийся примерно в 10 км к западу от горы Тейде. В этот день проснулись три из девяти кратеров вулкана Чиньеро. Это было последнее извержение современности. Несмотря на геологическую активность, в результате этих извержений никто не пострадал.

## География
Остров находится между 28° и 29° N и меридианом 16° и 17° W, примерно в 300 км от африканского побережья и в 1000 км от Пиренейского полуострова. Он расположен к северу от тропика Рака, занимая центральное положение между другими Канарскими островами Гран-Канария, Гомера и Пальма. Тенерифе является крупнейшим островом архипелага с площадью поверхности 2034,38 км² и имеет самую длинную береговую линию, составляющую 342 км м. Остров по форме напоминает окорок. Его длина равняется 80—85 км (с северо-востока на юго-запад), а ширина — от 6—12 км (на северо-востоке) до 45—50 км (на юго-западе).
Наивысшая точка острова — вулкан Тейде с высотой 3718 м над уровнем моря — является самой высокой точкой Испании и входит в тройку самых высоких вулканов в мире, если считать высоту от его основания, которое находится ниже уровня моря. По этой причине Тенерифе является десятым по высоте островом в мире. Тенерифе включает в себя около также 200 небольших бесплодных островков и крупных скал, включая Рокес-де-Анага, Роке-де-Гарачико и Фасния, которые суммарно добавляют ещё около 213 835 м² к общей площади острова.

### Климат
Благодаря своему тёплому и приятному климату Тенерифе известен на международном уровне как «Остров вечной весны» (исп. Isla de la Eterna Primavera). Остров, находящийся на широте пустыни Сахары, имеет круглогодичный тёплый климат. Температура колеблется в пределах 20—26 °C в зимнее время и 23—29 °C в летнее время.
Главную роль в формировании температуры играет океан. Поэтому здесь осенью тепло, а зимой нет холода, в отличие от континентальной Испании.
Образованный вулканической деятельностью хребет делит Тенерифе на две части — южную и северную, климат которых существенно различается. К северу от хребта климат гораздо более прохладный и сырой, а к югу — сухой и солнечный.